# Howik Howejan

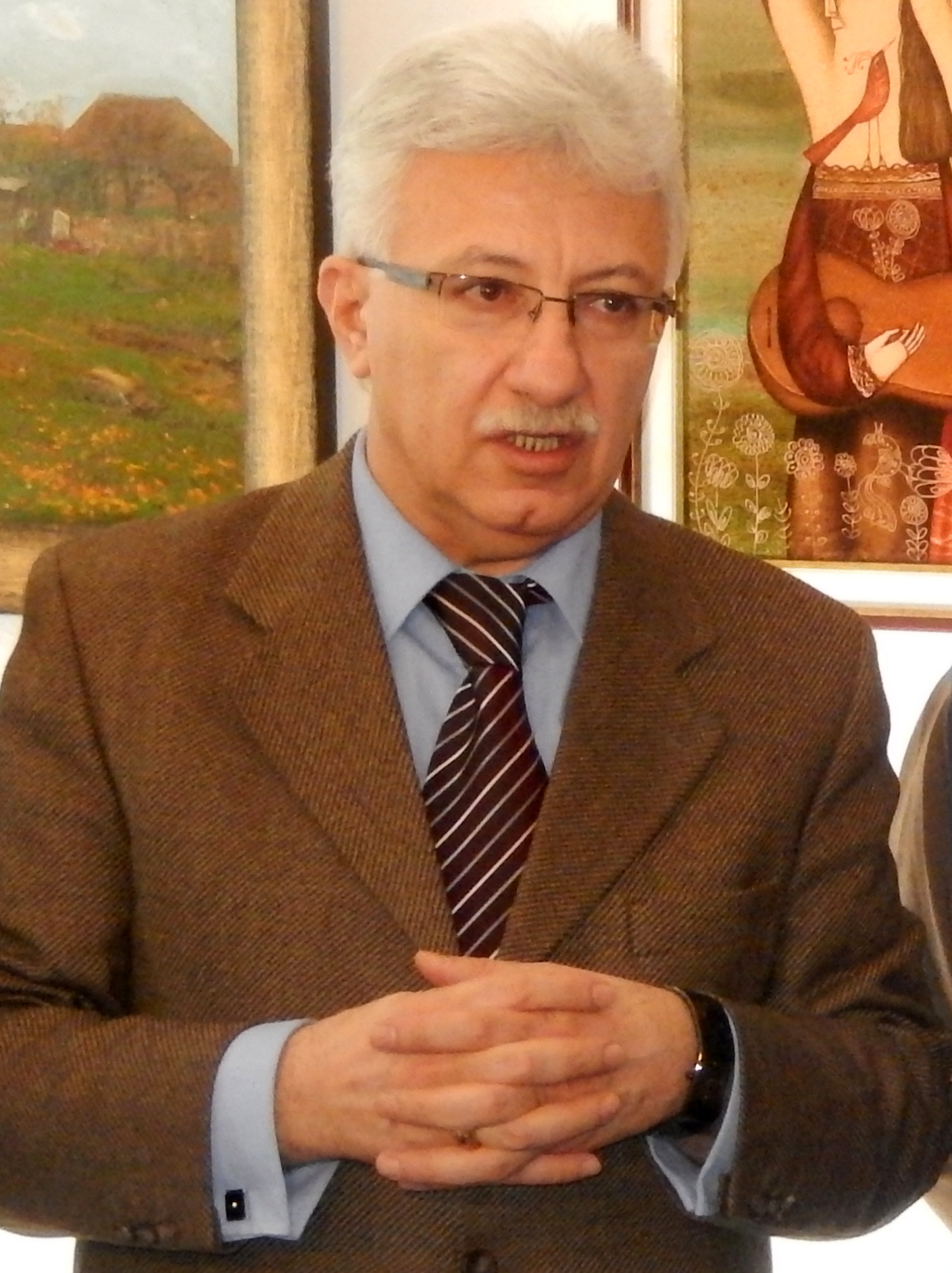
Hovik Hovhannesyan, 2015

Hovik Hovhannesyan, auch Hovik Hoveyan (armenisch Հովիկ Հովեյան; * 23. November 1956 in Jerewan) ist ein armenischer Schriftsteller und Politiker.

## Leben
Von 1973 bis 1978 studierte er an der philologischen Fakultät der Staatlichen Universität Jerewan. Nach Abschluss des Studiums arbeitete er für Rundfunk und Fernsehen. Ab 2001 war er auch als Sekretär des armenischen Schriftstellerverbandes tätig. Außerdem unterrichtete er Journalistik an der Jerewaner Universität. Er trat der armenischen Partei Land des Rechts bei. Vom 3. Mai 2004 bis 5. Januar 2006 war er armenischer Minister für Kultur und Jugend. 
Hovhannesyan arbeitet als Schriftsteller, Übersetzer, Journalist und Drehbuchautor. Er ist verheiratet und Vater zweier Kinder.